# The Sorcerer

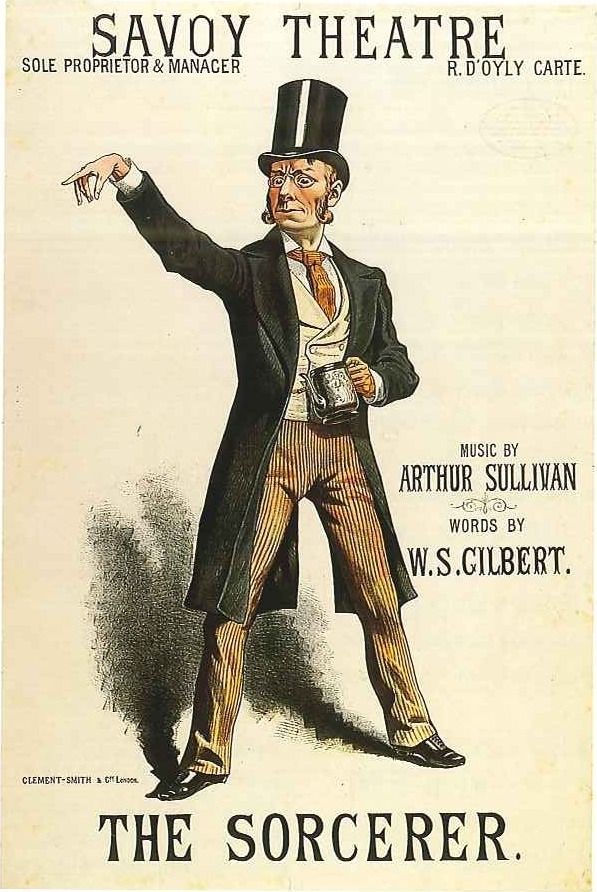
Teateraffisch till The Sorcerer 1884

The Sorcerer (Trollkarlen) är en operett (comic opera) i två akter med musik av Arthur Sullivan och libretto av W. S. Gilbert. Det var den brittiska duons tredje operamässiga samarbete. Handlingen i The Sorcerer bygger på julsagan An Elixir of Love, som Gilbert skrev till tidningen The Graphic 1876. Den unge mannen Alexis är besatt av idén att kärleken kan övervinna alla hinder och sociala skillnader. För att bevisa sin tes övertalar han ägaren till "J. W. Wells & Co., Family Sorcerers" att brygga en kärleksdryck. Denna orsakar alla i byn att förälska sig i första bästa person de ser och resulterar i en rad komiska och missanpassade kärlekspar. Till slut måste Wells offra sitt eget liv för att bryta förtrollningen.
Operetten hade premiär den 17 november 1877 på Opera Comique i London, där den spelades 178 gånger. Med tidens mått var den en succé och uppmuntrade av framgången började upphovsmännen att skriva på sin nästa operett: H.M.S. Pinafore. The Sorcerer fick nypremiär 1884 och det är den versionen som vanligtvis framförs idag. Operetten var en första Savoy opera i vilken Gilbert och Sullivan nästan hade full kontroll över produktionen och valet av sångare. Flera av de inblandade skulle senare komma att spela viktiga huvudroller i de senare Gilbert och Sullivan-operetterna. Det var det första av deras verk där de använde sig av alla de stora karaktärstyperna och sångarter som senare skulle återkomma i de senare verken, som komiska duetter, tungvrickningssånger, en kontrapunktisk dubbelkör, en kärleksduett mellan en tenor och en sopran, ett glansnummer för sopran osv.
Verkets måttliga framgång överskuggades av den extraordinära populariteten hos Gilbert och Sullivans senare verk och operetten har förblivit ett av parets minst populära verk. Satiren i stycket riktas mot den victorianska erans klasskillnader och operamässiga konventioner som den moderna publiken är mindre bekant med. Hur som helst var verket viktigt för parets utveckling och framförs fortfarande.

## Historia
1871 hade W. S. Gilbert och Arthur Sullivan tillsammans skrivit Thespis för Gaiety Theatre men verket resulterade inte i något vidare samarbete. Tre år senare, 1875, behövde talangscouten och producenten Richard D'Oyly Carte på Royalty Theatre en kort opera att spelas som efterpjäs till Jacques Offenbachs La Périchole. Carte  var angelägen om att föra samman Gilbert och Sullivan igen för att skriva en enaktare kallad Trial by Jury, som blev en oväntad framgång. Stycket var vitsigt, melodiöst och mycket "Engelskt" i kontrast till de mer vulgära burleskerna och omarbetningar av franska operetter som dominerade Londons teaterscenern på den tiden. Trial by Jury visade sig bli ännu populärare än La Périchole, blev en oväntad framgång, föremål för intensiv turnerande och upplevde nypremiärer och en världsturné.

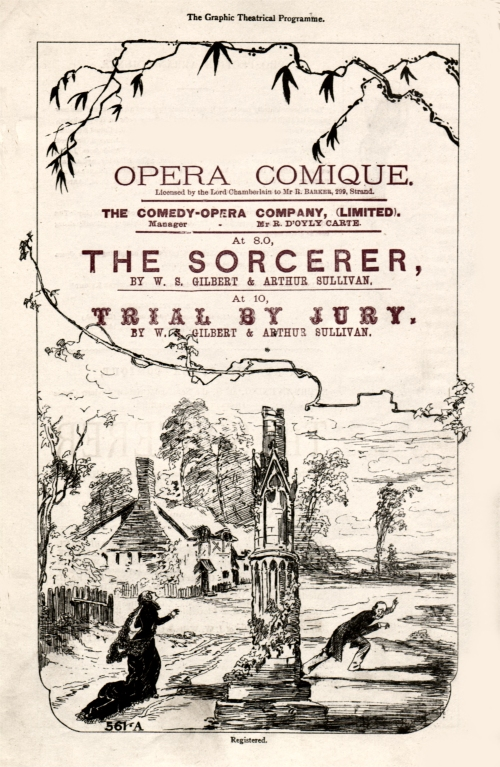
Program 1878

Efter succén med Trial by Jury försökte flera producenter återförena Gilbert och Sullivan men stötte på problem. Planer för ett samarbete med Carl Rosa 1875 föll på att Gilbert var för upptagen med andra projekt och att en juluppsättning av Thespis för Richard D'Oyly Carte fick ställas in då finansiärerna backade ur. Gilbert och Sullivan fortsatte sina separata karriärer.  Slutligen organiserade Carte 1877 ett syndikat med fyra finansiärer och skapade Comedy Opera Company som var kapabel att producera helaftonsföreställningar. I juli 1877 skrev Gilbert och Sullivan under ett kontrakt om att skriva en operett i två akter. Gilbert utökade sin egen korta berättelse "An Elixir of Love", som han hade skrivit året innan till tidningen The Graphic, och skapade en handling om en magisk kärleksdryck som - så ofta i  operor - får alla att förälska sig i fel person.
Uppbackade av ett kompani som var positivt inställda till deras verk kunde Gilbert, Sullivan och Carte välja ut sin egen ensemble, i stället för att använda de skådespelare som fanns på den teater som de tidigare hade arbetat på. De valde ut begåvade aktörer, varav de flesta inte var några stjärnor och därför inte krävde några höga gager, och som de kände att de kunde forma efter sin egen stil. Därefter skräddarsydde de sina verk till varje skådespelares förmåga. Carte kontaktade Mrs Howard Paul om att spela rollen som Lady Sangazure i den nya operetten. Mr och Mrs Howard Paul hade haft hand om ett litet turnésällskap genom Cartes agentur i flera år, men paret hade nyligen separerat. Villkoret för att anta erbjudandet var att hennes 24-årige protegé Rutland Barrington engagerades. När Barrington provspelade inför W. S. Gilbert ifrågasatte den unge aktören sin egen duglighet för komisk opera, men Gilbert, som krävde att hans aktörer framförde sina något absurda repliker med känsla, förklarade valet av Barrington: "Han är en stadig, solid best, och det är det jag vill ha." Barrington tilldelades rollen som kyrkoherden Dr Daly, vilken blev hans första huvudroll på Londons scen.
Till rollen som Mrs. Partlet valde de Harriett Everard, en aktris som hade arbetat med Gilvert förut. Cartes agentur försåg uppsättningen med fler sångare, såsom Alice May (Aline), Giulia Warwick (Constance) och Richard Temple (Sir Marmaduke). I slutet av november 1877 valdes den sista rollen ut, huvudrollen John Wellington Wells tilldelades komikern George Grossmith. Grossmith hade uppträtt i välgörenhetsföreställningar av Trial by Jury, där både Sullivan och Gilbert hade sett honom (Gilbert hade till och med regisserat en av dessa i vilken Grossmith spelade domaren) och Gilbert hade tidigare uttryckt sig positivt om hans roll i Tom Robertsons Society på Gallery of Illustration. Efter att ha provsjungit för Sullivan och träffat Gilbert undrade Grossmith om inte rollen borde spelas av "en vacker man med en bra röst". Gilbert svarade: "Nej, det är just det vi inte vill ha."
The Sorcerer var inte det enda stycke som varken Gilbert eller Sullivan arbetade på vid tiden. Gilbert slutförde Engaged, en "farsartad komedi", med premiär den 3 oktober 1877. Han var också involverad i The Ne'er-do-Weel, ett stycke skrivet för Edward Sothern. Samtidigt skrev Sullivan musik till pjäsen Henrik VIII; först efter premiären av den, 28 augusti, återupptog han arbetet med The Sorcerer. Premiären var först satt till den 1 november 1877; men repetitionerna började inte förrän 27 oktober och rollen som J. W. Wells rollbesattes i samma veva. The Sorcerer hade slutligen premiär på Opera Comique den 17 november 1877.

## Roller

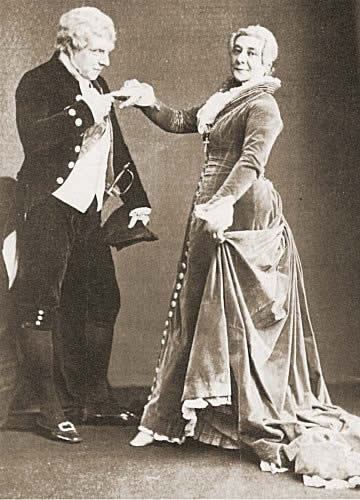
Richard Temple och Mrs Howard Paul i The Sorcerer (1877)

- Sir Marmaduke Pointdextre, en gammal Baronet (basbaryton)
- Alexis, hans son i Grenadier Guards (tenor)
- Dr Daly, kyrkoherde i Ploverleigh (lyrisk baryton)
- Notarien (bas)
- John Wellington Wells, i J. W. Wells & Co., Family Sorcerers (komisk baryton)
- Lady Sangazure, en Lady med gamla anor (kontraalt)
- Aline, hennes dotter, förlovad med Alexis (sopran)
- Mrs. Partlet, kyrkvaktmästare (kontraalt)
- Constance, hennes dotter (sopran (1877); mezzosopran eller sopran (1884))
- Hercules (talroll)
- Kör av bybor

Notering: I 1877 års uppsättning spelades Constance av sopranen Giulia Warwick. Delar av sångstämmas sänktes 1884 till mezzosopranen Jessie Bond.

## Handling

### Akt I
Invånarna i Ploverleigh förbereder förlovningen mellan Alexis Pointdextre, sonen till den lokale baroneten, och den blåblodiga Aline Sangazure ("Ring forth, ye bells"). Endast en ung flicka vid namn Constance Partlet är ovillig att förena sig med de andra i glädjen och hon berättar för sin moder att hon är hemligt förälskad i kyrkoherden Dr Daly ("When he is here, I sigh with pleasure"); och prästen beklagar i sin tur att han har otur i kärlek ("The air is charged with amatory numbers"). Trots Mrs. Partlets bästa försök att förena de två så verkar den medelålders Dr Daly oförmögen att inse att en ung flicka som Constance kunde vara intresserad av honom.

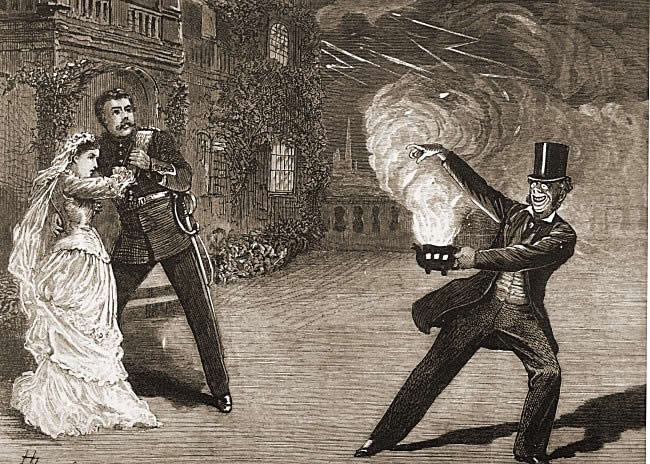
Besvärjelsescenen

Alexis och Aline kommer in ("With heart and with voice"), och det framgår snart att hans fader Sir Marmaduke, som är änkling, och hennes moder Lady Sangazure hyser ömma känslor för varandra, vilket konvenansen dock kräver de håller tyst om ("Welcome joy, adieu to sadness"). Förlovningsfesten tar fart och Alexis avslöjar för sin fästmö sina planer att praktiskt omsätta sina principer att kärleken ska förena alla klasser och samhällsstånd ("Love feeds on many kinds of food, I know"). Han har bjudit in en representant för en respektabel Londonfirma av trollkarlar ("My name is John Wellington Wells"). Aline tycker inte om förslaget. Men Alexis instruerar Wells att förbereda en kärleksdryck som ska påverka hela byn förutom alla redan gifta par.
Wells blandar till drycken assisterad av andar, väsen, demoner, spöken och andra skrämmande varelser ("Sprites of earth and air"). Hela byn samlas för bröllopsfesten ("Now to the Banquet we Press") och drycken hälls i en tekanna. Alla, utom Alexis, Aline och Wells, dricker av den och efter att ha upplevt diverse hallucinationer ("Oh, marvellous illusion") svimmar de alla av.

### Akt II

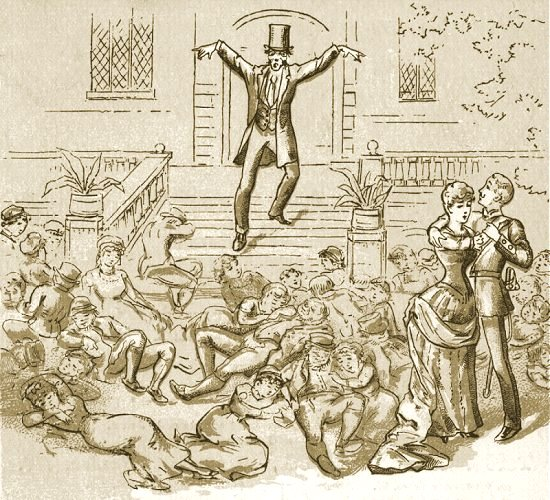
Inledningen av akt II, från 1884 års program

Vid midnatt ("'Tis twelve, I think") vaknar alla och förälskar sig i den förste person av motsatt kön de ser ("Why, where be Oi"). Alla paren är högst och komiskt olämpliga; Constance älskar den gamle notarien som utförde vigseln ("Dear friends, take pity on my lot"). Men Alexis är nöjd med resultatet och kräver att han och Aline ska dricka av drycken för att besegla sitt öde. Aline blir sårad av denna brist på förtroende och vägrar ("Thou hast the power thy vaunted love"). Alexis blir dock distraherad att se sin överklassfar förälskad i den underklassiga Mrs Partlet. Han ska emellertid göra det bästa av situationen("I rejoice that it's decided").
Wells är inte nöjd med vad hans dryck har åstadkommit och ångrar det än mer när den skräckinjagande Lady Sangazure kastar sina ögon på honom ("Oh, I have wrought much evil with my spells"). Aline böjer sig för Alexis övertalningar och dricker av drycken utan att berätta för honom. När hon vaknar möter hon Dr Daly och förälskar sig i honom ("Oh, joyous boon"). Alexis vänder sig desperat till Wells och undrar hur man kan upphäva förtrollningen. Det visar sig att antingen Alexis eller Wells måste offra sitt liv till Ahriman. Byborna rasar mot utbölingen från London och resignerat tar Wells farväl och slukas upp av jorden i ett eldhav ("Or he or I must die"). Förtrollningen är bruten och byborna vänder sina hjärta till de rätta och firar det hela med ytterligare en fest (repris av "Now to the banquet we press").

## Musiknummer
- Ouvertyr (inklusive "With heart and with voice", "When he is here", "Dear friends, take pity on my lot" och "My name is John Wellington Wells")

### Akt I

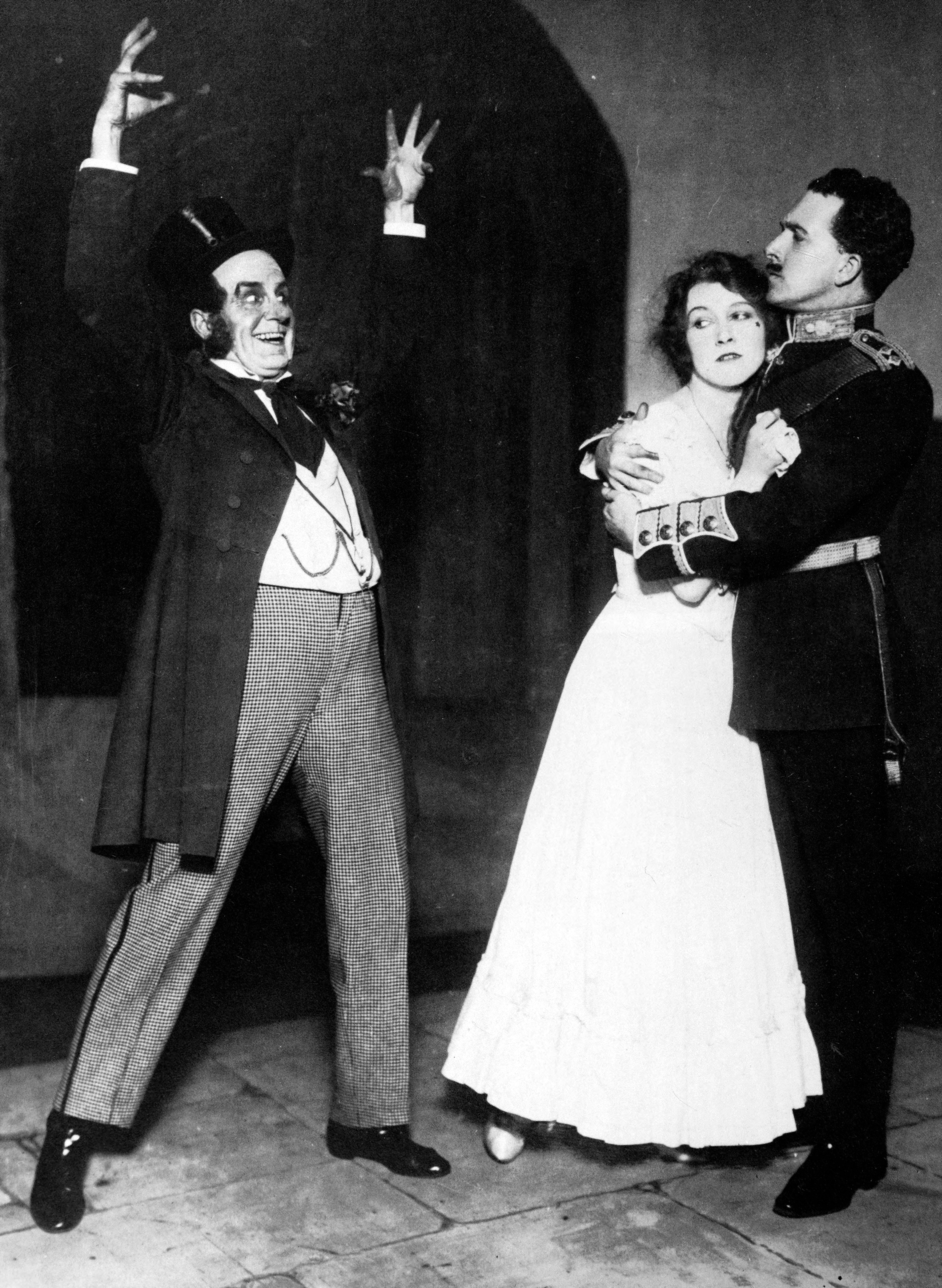
Henry Lytton (J. W. Wells), Elsie Griffin (Aline) och Derek Oldham (Alexis), 1920

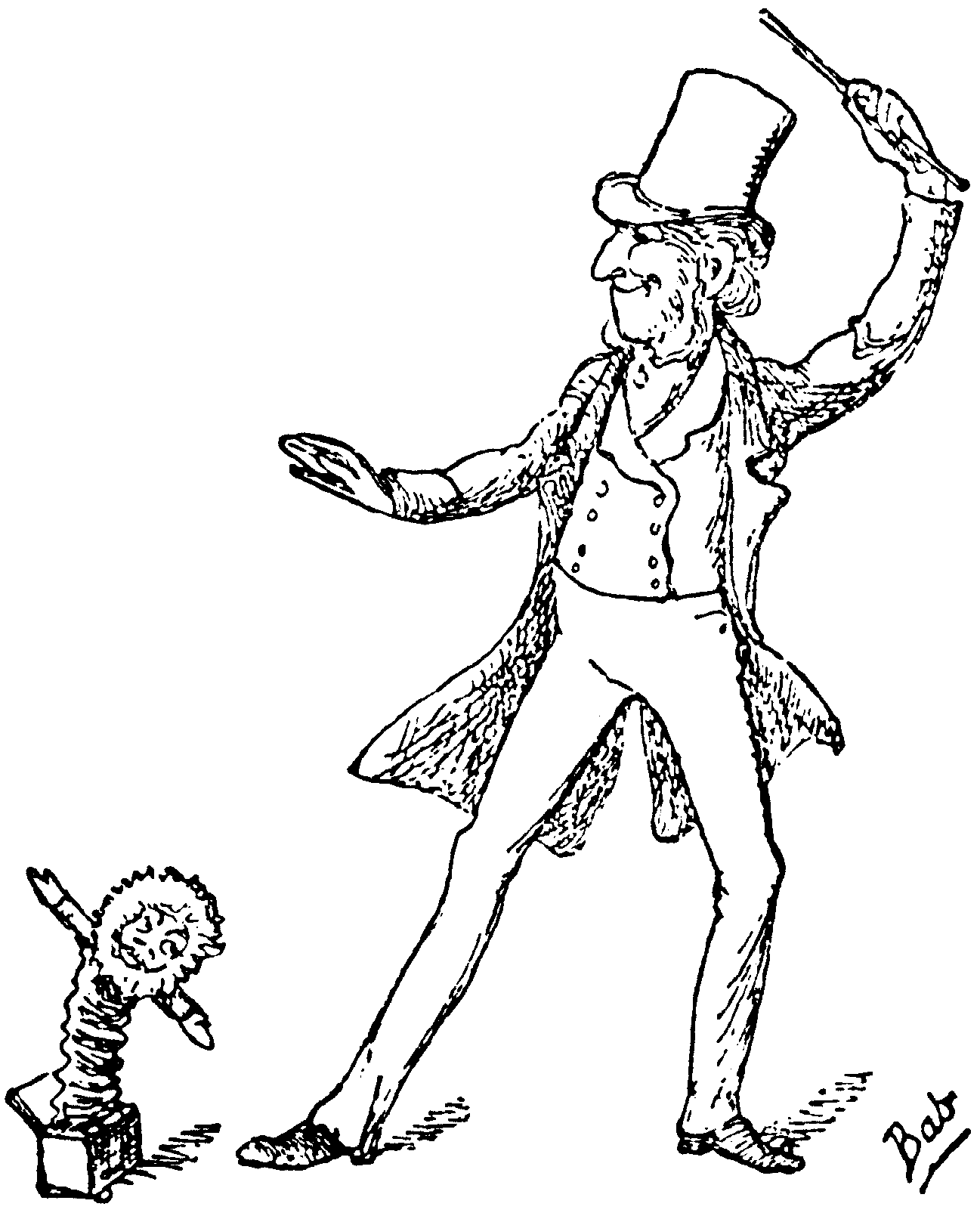
W. S. Gilbert illustration, 1890

- 1.  "Ring forth ye bells" (Dubbelkör)
- 2.  "Constance, my daughter, why this strange depression?" (Mrs. Partlet och Constance)
- 2a. "When he is here" (Constance)
- 3.  "The air is charged with amatory numbers" (Dr Daly)
- 3a. "Time was when Love and I were well acquainted" (Dr Daly)
- 4.  "Sir Marmaduke, my dear young friend Alexis" (Sir Marmaduke, Dr Daly och Alexis)
- 4a. (Dans)
- 5.  "With heart and with voice" (Flickkör)
- 6.  "My kindly friends" (Aline)
- 6a. "Happy young heart" (Aline)
- 7.  "My child, I join in these congratulations" (Lady Sangazure)
- 8.  "With heart and with voice" (Manskör)
- 9.  "Welcome, joy!" (Lady Sangazure och Sir Marmaduke)
- 10. "All is prepared" (Aline, Alexis, Notarien och kör)
- 10a."With heart and with voice" (Dubbelkör)
- 11. "Love feeds on many kinds of food" (Alexis)
- 12. "My name is John Wellington Wells" (Mr. Wells)
- 13. "Sprites of earth and air" (Aline, Alexis, Mr. Wells och kör)
- 14. Akt I Final (Ensemble)
  - "Now to the banquet we press"
  - The Tea-Cup Brindisi ("Eat, drink and be gay") (Sir Marmaduke, Dr Daly och kör)
  - "Oh love, true love" (Aline och Alexis)
  - "Oh marvellous illusion"
  - Tea-Cup Brindisi repris – 1877 version endast

### Akt II
- 15. "Happy are we in our loving frivolity" (kör) – 1877 version endast
- 15. "'Tis twelve, I think" and "Why, where be Oi?... If you'll marry me" (Aline, Alexis, Mr. Wells och kör) – 1884 version
- 16. "Dear friends, take pity on my lot" (Constance, Notarien, Aline, Alexis och kör)
- 17. "Thou hast the pow'r thy vaunted love" (Alexis)
- 18. "I rejoice that it's decided" (Aline, Mrs. Partlet, Alexis, Dr Daly och Sir Marmaduke)
- 19. "Oh, I have wrought much evil with my spells" (Lady Sangazure och Mr. Wells)
- 20. "Alexis! Doubt me not, my loved one" (Aline)
- 21. "Oh, my voice is sad and low" (Dr Daly)
- 22. "Oh, joyous boon! oh, mad delight" (Aline, Alexis, Dr Daly och kör)
- 23. "Prepare for sad surprises" (Alexis)
- 24. Akt II Final: "Or he or I must die" (som leder till en repris av "Now to the banquet we press") (Ensemble)

## Uppsättningar

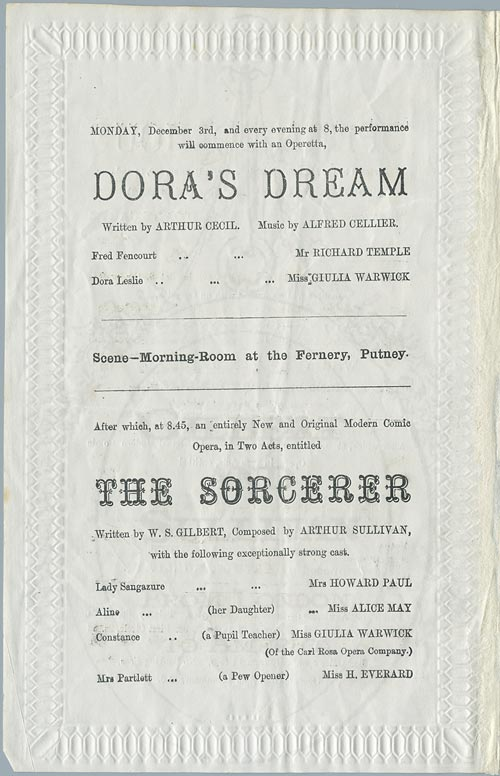
Från 1877 års program

The Sorcerer hade premiär den 17 november 1877 på Opera Comique, föregången av Dora's Dream, en förpjäs komponerad av Sullivan' assistant Alfred Cellier med text av Arthur Cecil, en gemensam vän till både Gilbert och Sullivan. Eftersom Sullivan var upptagen ända fram till premiärdagen med sista-minuten-strykningar och ändringar hade han inte tid att komponera en ouvertyr och återanvände därför "Graceful Dance" musiken från sin teatermusik till Henrik VIII utöver några takter musik från "Oh Marvellous Illusion" som en ouvertyr. Till nypremiären 1884 komponerades en ouvertyr av Sullivans assistant Hamilton Clarke. Gilberts noggranna repetitioner noterades och kommenterades positivt av kritikerna och premiärpubliken var entusiastisk. The Sorcerer spelades 178 gånger och gick med vinst. Ett turnerande teatersällskap började spela stycket i mars 1878. D'Oyly Carte gav sig ut på turné med operetten i början av 1880-talet. Icke auktoriserade uppsättningar spelades på Broadway och annorstädes i USA med början 1879. Originaldekoren var gjord av W. Beverly och kostymerna av C. Wilhelm.
The Sorcerer fick nypremiär 1884 och det var den första av Gilbert och Sullivans helaftonsföreställningar som fick det. Dess andra nyuppsättning i London 1898 skedde tidigare än någon av de andra Savoy operorna med undantag för The Mikado. D'Oyly Carte Opera Company framförde vanligtvis Trial by Jury tillsammans The Sorcerer. I Amerika spelades The Sorcerer redan 1879 av Adah Richmond Comedy Opera Troupe på Bostons Gaiety Theatre. I Australien öppnade den första auktoriserade uppsättningen den 22 maj 1868 på Theatre Royal i Melbourne, producerad av J. C. Williamson och med Frank Thornton, Nellie Stewart och Alice Barnett i huvudrollerna, dirigerad av Alfred Cellier, även om icke auktoriserade uppsättningar hade förekommit 1879.
I början av 1900-talet föll operetten emellertid sakta in i glömska i Storbritannien. Det berodde på styckets äldre teatertradition och att satiren som riktades mot sociala och operamässiga konventioner var mindre välbekanta för den moderna publiken än de ämnen som senare verk av G&S handlade om, som H.M.S. Pinafore. D'Oyly Carte Opera Company, som hade exklusiv ensamrätt på operetten i Storbritannien, släppte The Sorcerer fri 1901, och kompaniet spelade inte verket förrän 1916 varpå det 1919 framfördes i London för första gången på över 20 år. Kompaniet spelade operetten oregelbundet under 1920-talet och det tidiga 1930-talet. 1939 och 1939 framfördes den endast under kompaniets Londonsäsong och då bara ett fåtal gånger. Under vintern 1941-42 förstördes dekoren och kostymerna till The Sorcerer och tre andra operetter på grund av kriget. Operetten uppfördes inte professionellt i England förrän 1971. Engelska amatörsällskap gjorde likadant och strök verket från sin repertoar under tre decennier, även om amerikanska amatörsällskap ofta fortsatte sin reguljära rotation av de elva operetterna från Trial till The Gondoliers.
Utanför England fortsatte operetten att spelas regelbundet i Australien och Asien av J. C. Williamson Opera Company, och den sattes upp på Broadway 1915 med DeWolf Hopper i titelrollen. Den spelades av American Savoyards i USA från 1950-talet och av andra professionella sällskap därefter. Efter 1970 ingick The Sorcerer i D'Oyly Cartes repertoar under hela jubileumsåret 1975, varpå den försvann i flera år och sedan togs upp på nytt med anledning av kompaniets sista säsonger innan den lades ner 1982. Amatörsällskap som inte hade spelat den tog upp den på nytt efter 1970 års nypremiär och den framförs fortfarande både professionellt och amatörmässigt.
Tabellen nedan summerar uppsättningarna i London av The Sorcerer under Gilbert och Sullivans levnad:
| Teater        | Premiärdatum      | Slutdatum        | Föreställningar | Detaljer                                              |
| ------------- | ----------------- | ---------------- | --------------- | ----------------------------------------------------- |
| Opera Comique | 17 november 1877  | 24 maj 1878      | 178             | Trial by Jury lades till föreställningen 23 mars 1878 |
| Savoy Theatre | 11 oktober 1884   | 12 mars 1885     | 150             | Reviderad version; spelade med Trial by Jury          |
| Savoy Theatre | 22 september 1898 | 31 december 1898 | 102             | Spelad med Trial by Jury                              |

## Mottagande

### Premiären 1877
De tidiga recensionerna var allmänt positiva. The Times skrev att The Sorcerer: "åstadkom en genuin succé och vad mera är, en välförtjänt succé". The Era prisade både librettot och musiken: "librettot, både prosan och den poetiska delen, uppvisar en remarkabel lätthet vad gäller fantasifull och fyndig dialog; och Mr. Sullivans livliga flöde av musik, alltid melodiös, ljus och gnistrande når ständigt upp till en väldigt hög standard som inte missar att glädja publiken." Lloyd's Weekly Newspaper kallade den "ett väldigt roligt verk" och Reynolds's Newspaper utnämnde den till "en av de bästa underhållningarna av sitt slag som ännu har setts på scen". Precis som med den tidigare operetten Trial by Jury betonades integreringen av Gilberts text med Sullivans musik. The Times kommenterade att "musiken är spontan, verkar födas i den dramatiska situationen, som om det var dess naturliga plats"; The Musical Times skrev att "det verkar som att varje idé har sprungit fram ut författarens sinne alltmedan han skrev orden"; och The Pall Mall Gazette kallade samarbetet mellan kompositör och librettist "väl blandat" och "operettern innehåller flera väldigt glada och välutformade stycken i vilka man inte kan säga (och inte behöver veta) om äran ska gå till kompositören eller författaren".
En särskiljande röst var Figaro, som påstod att det inte fanns något i The Sorcerer som inte kunde ha skrivits av "vilken teaterdirigent som helst för ett par pund i veckan". Tidningen kritiserade Sullivan för att kasta bort sin talang på komiska operor; dylik kritik skulle förfölja honom genom resten av hans karriär. Monthly Musical Record opponerade sig mot den komiska beskrivningen av en kyrkans man med kommentaren att "den ärliga, hårt arbetande och seriösa kyrkan borde inte bli föremål för hånfull karikatyr på scen" och Lewis Carroll skrev i sin essä 1888:
Mr. Gilbert – till vilken vi alla är skyldiga ett stort tack för den rena och sunda humor han givit oss i sådana komedier som "Patience" - verkar ha fäbless för att göra biskopar och präster förhatliga. Befinner de sig verkligen bakom andra yrkeskategorier vad gäller ärlighet och hårt arbete, livsglädje och plikt? Den fyndiga sången "The pale young curate", med sin charmiga musik, är en plåga för mig rätt och slätt. Jag tenderar att se honom när han går hem för natten, blek och utarbetad, kanske sjuk av den dåliga miljön i ett bullrigt vindsrum där han med risk för sin häls har tröstat en döende man - och är er humorkänsla, käre läsare, så ivrig att ni kan skratta åt denna man?

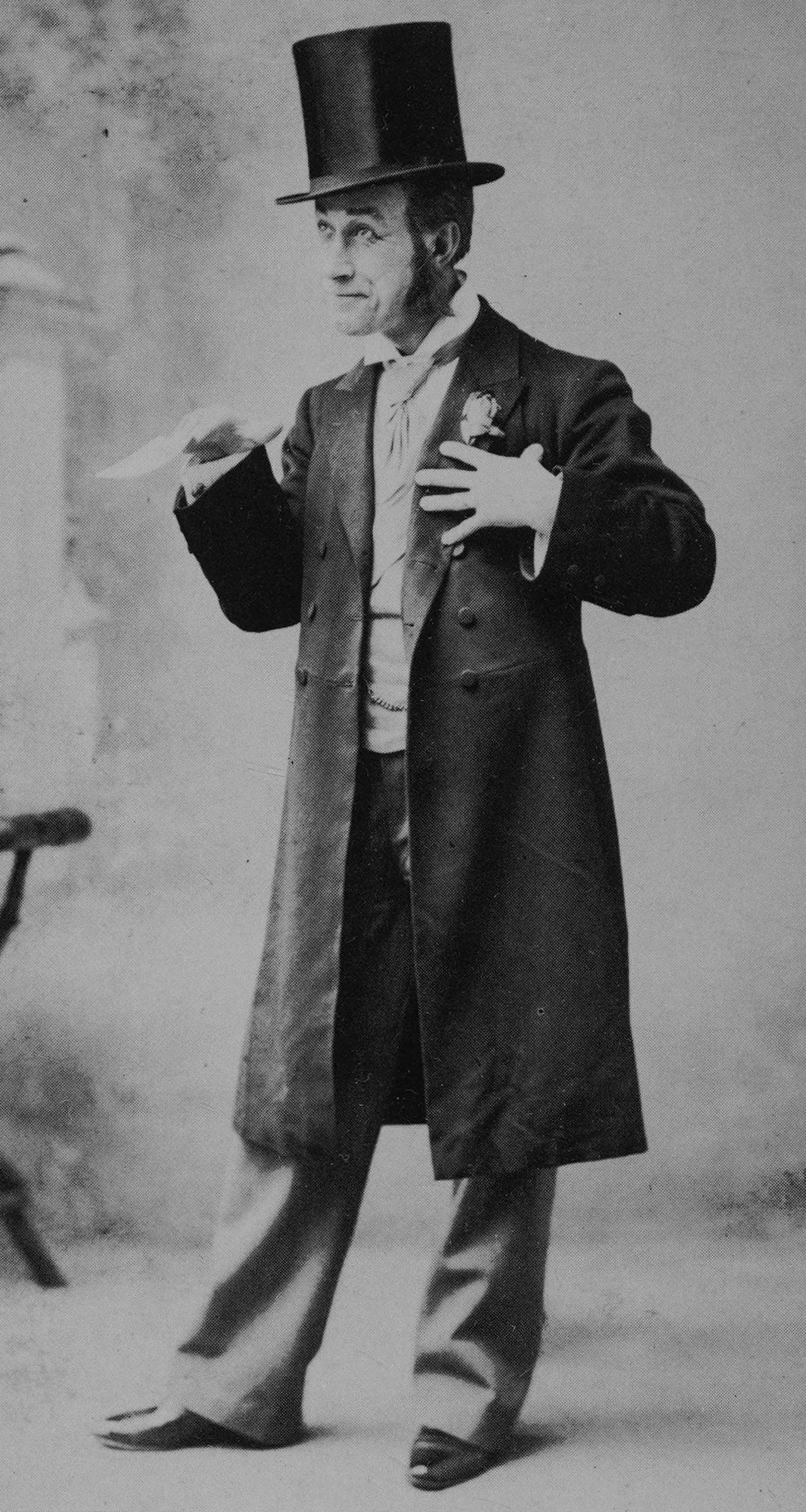
Walter Passmore som J. W. Wells 1898

Fyra nummer fick tas om på premiären: Alines aria "Oh, happy young heart", "My name is John Wellington Wells", kvintetten i akt II "I rejoice that it's decided" och Sir Marmadukes och Lady Sangazures duett "Welcome joy, adieu to sadness". The Observer kallade duetten "ett mästerverk i uppbyggnad ... Baroneten sjunger till ackompanjemang av en gavott och plötsligt brister han ut i en snabb passage där han uttrycker sin beundrad för damen. Hon följer hans exempel och medan en sjunger en långsam del, sjunger den andra presto". The Era kallade kvintetten "operettens pärla", ty den är "skriven med behaglig rytm och stil, är föredömligt harmoniserad och melodin är lika frisk som dagg i maj". Punch hävdade att "kvintetten och den gammaldags duetten med menuettsteg är de två bästa numren" i operetten.

### Nypremiärer och senare uppsättningar
Båda nypremiärerna under kompositörens levnad var framgångsrika. The Times kallade 1884 års nypremiär "definitivt ett steg i rätt riktning" och 1898 hävdade samma tidning att "The Sorcerer är väldigt långt ifrån att trötta ut sin publik". En recension från den australiensiska uppsättningen 1886 rankade operetten som "en mittenplacering bland Gilbert och Sullivans kompositioner. Rik på melodiösa nummer, varav ett eller två kan mäta sig med allt som har sprungit fram ur Sir Arthur Sullivans penna, orkestreringen är tunn jämfört med hans senare operetter och melodierna har aldrig blivit lika populära som de i Pinafore. ... Librettot är gnistrande och skarpt, och idén att presentera en brittisk handelsresande i demoner och förtrollningar är lysande".
Senare uppsättningar av operetten har ofta betonat både dess starka och svaga sidor. Audrey Williamson skrev 1982 i en bok att dygderna i The Sorcerer, "trots dess defekter ... rättfärdigar dess plats i repertoaren." 1996 skrev Ian Bradley i sin kommenterade utgåva av Gilbert och Sullivans libretto, "Det vore tråkigt om den gradvis försvann. The Sorcerer innehåller två av W. S. Gilberts bästa karaktärer, den själfulle Dr Daly ... och den prålige men till sist tragiske figuren John Wellington Wells. Sir Arthur Sullivans musik är underbar och garanterad att väva en magisk förtrollning över alla de som hör den, även om den kanske inte får dem att förälska sig i grannen bredvid." The New York Times kommenterade 2012 att handlingen "inte har åldrats väl. Dess referenser till rang är daterade bortom empatins räckvidd; fylld med sluga anspelningar är dess antaganden om en allmän publiks musikkunskap orealistisk. Utan detta återstår ett verk som inte är lika exotiskt eller roande som Pinafore, Pirates eller The Mikado. Men The Sorcerer består av mycken charm, inklusive ett lyckosamt partitur, en Verdisk dryckessång för nykterister och åtminstone en kör som har nått blivit populär i vår tid. ... verket kan attrahera en modern publik". Isaac Goldberg, en av de första Gilbertforskarna, kallade den 1913 för "det svagaste bland Gilberts verk".

## Analys

### Text och musik

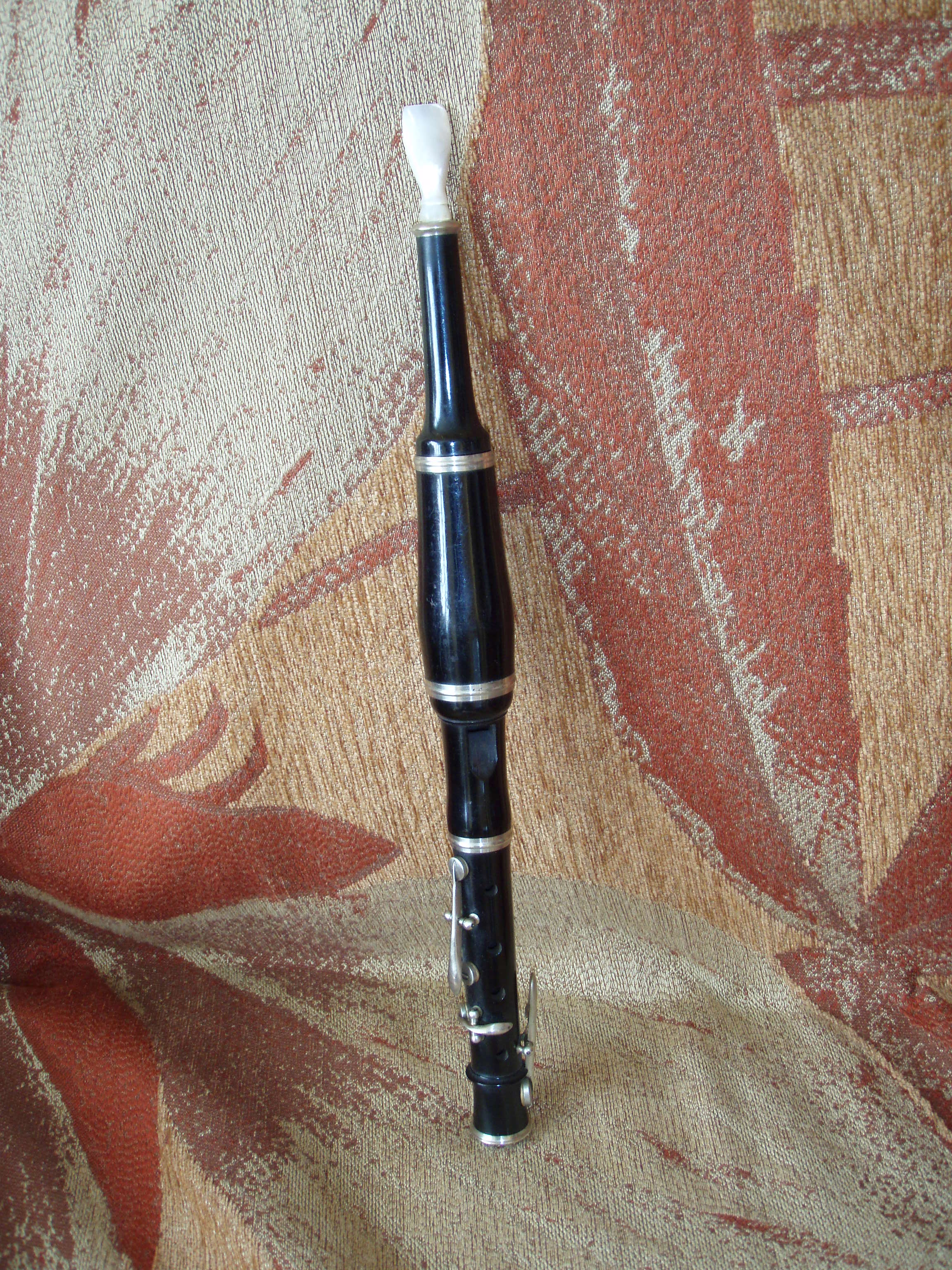
Dr Daly ackompanjerar sig själv på scen med en flageolettflöjt

Satiren i operetten fokuseras på gammaldags seder, konventioner inom pastoral opera, "kyrkans popularitet, aristokratins välvilja och arbetares onykterhet" snarare än den breda satiren som skulle komma att dominera i librettona till de senare Savoy operorna. Till exempel "Sir Marmaduke, my dear young friend Alexis", ett recitativ mellan Alexis, Sir Marmaduke och Dr Daly, är en drift med den överdriva artighet förknippas med tidig 1800-talsaristokrati och besvärjelsescenen är en parodi på en liknande scen i Webers opera Friskytten. Dr Daly ackompanjerar sin sång i akt II med en flageolettflöjt. Gilbert driver med den victorianska nykterhetsrörelsen genom att introducera en icke-alkoholisk dryckesvisa med såar av te; detta är också en vink till italiensk opera som ofta innehöll en dryckesscen (brindisi). En annan drift med italiensk opera är "Prepare for sad surprises", vilken är snarlik Alfredos fördömande av Violetta i Verdis La traviata. Gilberts satir av dessa ämnen, liksom det mesta av hans satir, blandades med mild humor. Som Gilbertforskaren förklarar: Gilbert kombinerar sin kritik med komisk underhållning, vilket skänker styrka åt dem bägge, medan han på samma gång understryker deras sanningar: "Genom att skratta åt skämt accepterar du dess premiss." Teaterkritikern Allardyce Nicoll jämförde J. W. Wells tal om att välsignelser är mindre populära än förbannelser med Mr. Hens satiriska auktionstal i The Historical Register for the Year 1736 av Henry Fielding.
Karaktärerna i The Sorcerer har namn som karakteriserar dem. Pointdextre är franska för "höger sida", en heraldisk term; Sangazure är franska för blått blod. Partlet betyder höna. De två karaktärerna sjunger en duett, "Welcome, joy, adieu to sadness!" som kontrasterar och kombinerar en "Mozartlik menuett" med en snabb tungvrickningssång. Andra musiknummer som utmärker verket är kvintetten i akt II, "I rejoice that it's decided", som är "ett av de vackraste ting Sullivan någonsin skrev i Mendelssohns anda ... medan det i duetten som följer mellan Mr. Wells och Lady Sangazure finns ett avledande gravlika andante och ett inte mindre komiskt tarantellalik allegro". The Sorcerer har vissa tekniska svårigheter vad gäller uppsättning. Det är den enda Savoy operan som kräver en fallucka, vilket många moderna teatrar saknar, och pyrotekniska effekter för en blixt i besvärjelsescenen.

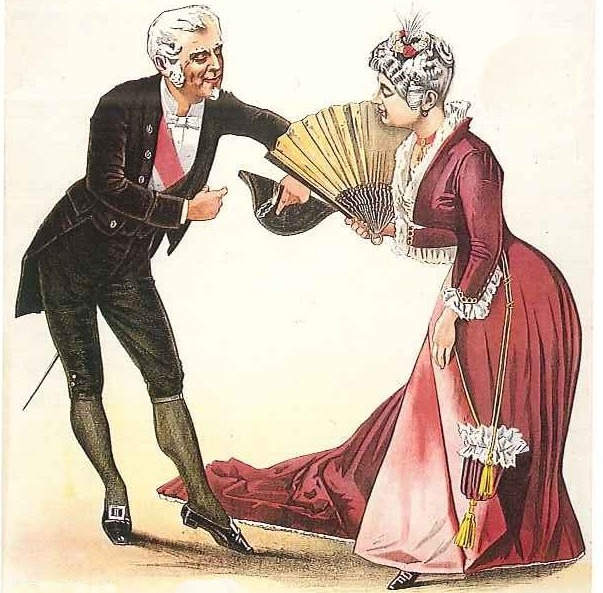
"Welcome, joy, adieu to sadness!"

I Gilberts historia An Elixir of Love har kritiker spårat flera idéer som härrör sig från tidigare källor. Idén med en kärleksdryck var vida spridd i 1800-talsoperor och en dryck som kan få människor att förälska sig i första bästa person de ser återfinns i Shakespeares En midsommarnattsdröm. Tanken att skildra trollkarlen som en respektabel handelsresande är jämförbar med munken i E. L. Blanchards burlesk Harlequin and Friar Bacon (1863), som beskrivs som en "licensierad handelsman i svartkonst". En dryckskör med te i stället för alkohol förekommer i Gilberts The Merry Zingara (1868), en parodi på The Bohemian Girl.  I "My name Is John Wellington Wells" återanvände Gilbert rimmen från sin Bab Ballads, The Student.
Några kommentatorer har hävdat att operettens relativt dåliga popularitet beror på att satiren förlitar sig på den victorianska tidens klasskillnader; det kan vara oklart för en modern publik varför en baronet inte kunde gifta sig med en kyrkvaktmästare, medan det var uppenbart för alla på 1800-talet. Humorn förlitar sig också i många fall på parodier av operamässiga konventioner vilka kan vara främmande för vissa. 1913 skrev E. J. Dent angående The Sorcerer: "Det verkar som en kurs i Mozart torde vara första förberedande steget mot att lära vår kommande publik hur man riktigt intelligent uppskattar Sullivan". Gilbertforskaren Andrew Crowther hävdar att både The Sorcerer och H.M.S. Pinafore driver med idén att kärlek övervinner alla klassbarriärer. Gilbert medgav att hans ställning som dramatiker liknade den av "en restaurangägare som har åtagit sig att servera en maträtt som alla samhällsklasser kan avnjuta", då han måste mätta både "slaktarpojken på tredje raden" och "epikuréen i salongen"; Crowther påstår att han inte lyckades lika bra i The Sorcerer som i några av de senare verken.

### Modell för senare Savoy operor

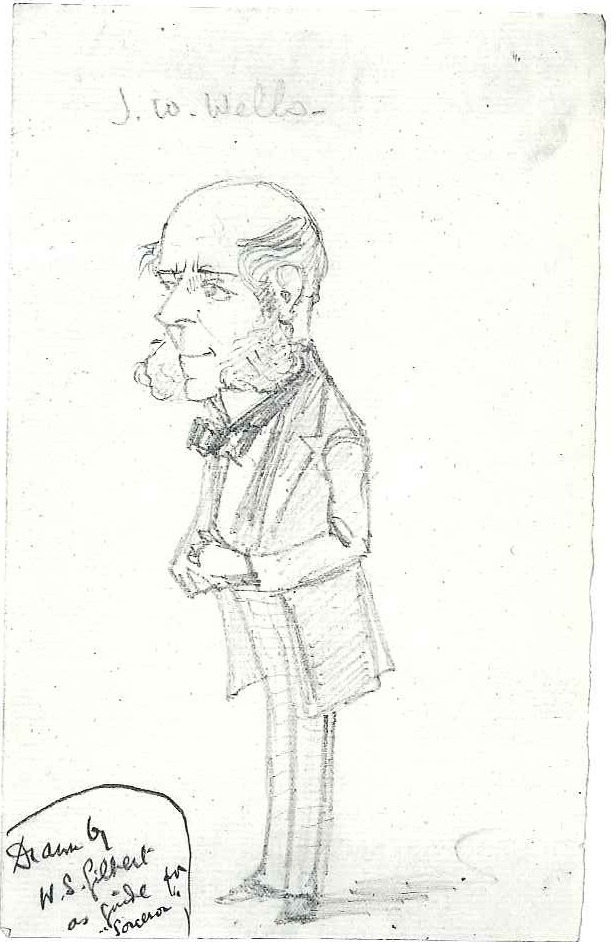
Grossmith som J. W. Wells, hans först av många "patter roles". Skiss av W. S. Gilbert

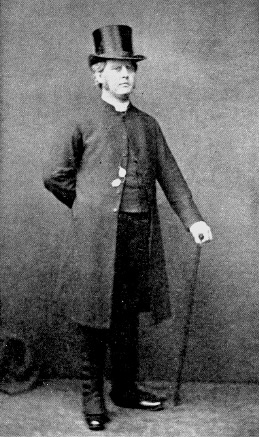
Rutland Barrington som Dr Daly

Operetten etablerade flera viktiga rollmodeller för kommande Gilbert och Sullivan-verk. Bland flera återkommande karaktärstyper finns: en komisk barytonkaraktär med en självbiografisk rollmodellssång (J. W. Wells) och en tenor och sopran som det unga kärleksparet (Alexis och Aline). Dessa typer kan spåras tillbaka till italiensk opera och commedia dell'arte. Karaktärsroller för basbaryton (Sir Marmaduke) och kontraalt (Lady Sangazure) upprepas i senare Savoy operor. Kyrkoherdens sång "Time was when love and I were well acquainted" är en i raden av meditativa "Horatius" poesi i Savoy operorna, "blandad lycka och sorg, ett jakande och ett leende nej". Detta tillät karaktärerna i varje Savoy opera att ha en introspektiv scen där de kunde stanna upp och betrakta livet i kontrast till dårskapen runt omkring.
En märkbar innovation som är typisk för Gilbert och Sullivans verk, och som förstärks av dess flitiga användning i The Sorcerer, är bruket att ha kören som en väsentlig del av handlingen. I de flesta operor, operetter, burlesker och komedier spelade kören en väldigt liten roll av handlingen och tjänade mest som "oljud eller ornament". I Savoy operorna däremot var kören oumbärlig, deltog i handlingen och agerade ofta som en enskild karaktär. The Sorcerer grundlade också en modell som hade introducerats i tidigare samarbeten och som skulle komma att upprepas (förutom i The Yeomen of the Guard): att börja med ett körnummer och sluta med en relativt kort final av solon och körmusik. Sullivan sade senare till sin biografiförfattare: "Fram till att Gilbert tog tag i saken spelade kören ingen betydelse, och var praktiskt taget inget mer än en del av dekoren." En annan av Gilberts idéer, efter exempel av hans mentor T. W. Robertson, var att kostymerna och dekoren gjordes så naturtrogen som möjligt. Denna omsorg om detaljerna skulle komma att upprepas i alla operetter. Allt detta var långt ifrån standard i det victorianska dramat, där naturalism fortfarande var ett relativt nytt koncept, och där de flesta författare hade väldigt liten påverkan hur deras pjäser och texter iscensattes.
The Sorcerer innehöll också flera musiktekniker som skulle komma att upprepas. En av de viktigaste var barytonens lätt orkestrerade, kulsprutesnabba tungvrickningssång, vilken skulle komma att bli ett av de mest utmärkande och populära kännemärken i deras operetter. Efter mönster i italiensk opera, som "Largo al factotum" från Barberaren i Sevilla, placeras virtuositeten i framförandet vid sidan av den oftast komiska eller satiriska texten. I "My name is John Wellington Wells" introducerar sig titelrollen som handelsresande med ett ironisk sätt: "a dealer in magic and spells". En annan typisk musikteknik är den kontrapunkterande kombinationen av långsamma och snabba melodier i en sång och en tenoraria som går i 6,8 takt. Sullivan gjorde så hela tiden att komikern Anna Russell, i sitt komedinummer "How to Write Your Own Gilbert and Sullivan Opera",uttryckte sig: "tenoren ... enligt traditionen, måste sjunga en aria i 6,8 takt". En annan upprepad musikteknik var att trycka på en enda stavelse för att urskilja den från likartade rader. Till exempel i kyrkoherdens sång i akt I sjungs samma melodi i var och en av de två raderna:
Rad 1: A saintly youth, by worldly thought untainted
Rad 2: Did I look pale? Then half a parish trembled
I andra raden ligger stavelsen trem högre upp i registret för att ge den en unik karaktär.
Flera idéer från The Sorcerer återanvändes i senare Savoy operor. Delar av Alines ballad "Have faith in me" (Alines strukna ballad) återfinns i "None shall part us" i Iolanthe. Ett annat exempel är satiren över aristokratin: medan Lady Sangazure i The Sorcerer direkt härstammar från Sköna Helena av Troja, vidareutvecklade Gilbert idén i The Mikado och lät Pooh-Bah spåra sina anor "tillbaka till en protoplasmalik, ursprunglig, atomcell".

## Revideringar och struket material

### Strykningar och ändringar
Ursprungligen skrev Gilbert en duett mellan Aline och Lady Sangazure, "Oh, why thou art sad, my mother?", som följdes av en ballad för Sangazure, "In days gone by, these eyes were bright". Dessa nummer ströks före premiären, även om ballades ingick i den första publicerade versionen av librettot. Alexis ballad i akt II ("Thou hast the power") reviderades med refrängen ändrad från valstakt. Trots att den framfördes på premiären ingick den inte i klaverutdraget. Det finns tecken på att balladen ströks men att den senare återinsattes. Den var en ersättning för Alines ballad "Have faith in me", som ingick i originalet men som ströks före premiären och saknas i det publicerade librettot. Delar av texten återanvändes till "None shall part us" i Iolanthe. Andra versen av Constances aria i akt I, "When he is here", ströks också under originaluppsättningens gång.
Finalen till akt I kortades ner och reprisen av dryckessången efter "Oh marvellous illusion" togs bort. Constances sång i akt II transponerades ner. Ursprungligen fanns det en andra besvärjelsescen i finalen till akt II i vilken J. W. Wells kallar på Ahriman (spelad av Mrs Paul), som säger att antingen måste han eller Alexis plikta med sitt liv för att upphäva förbannelsen. Scenen ströks men öppningsrecitativet skrevs om och fanns med i den första uppsättningen.

### 1884 års nypremiär

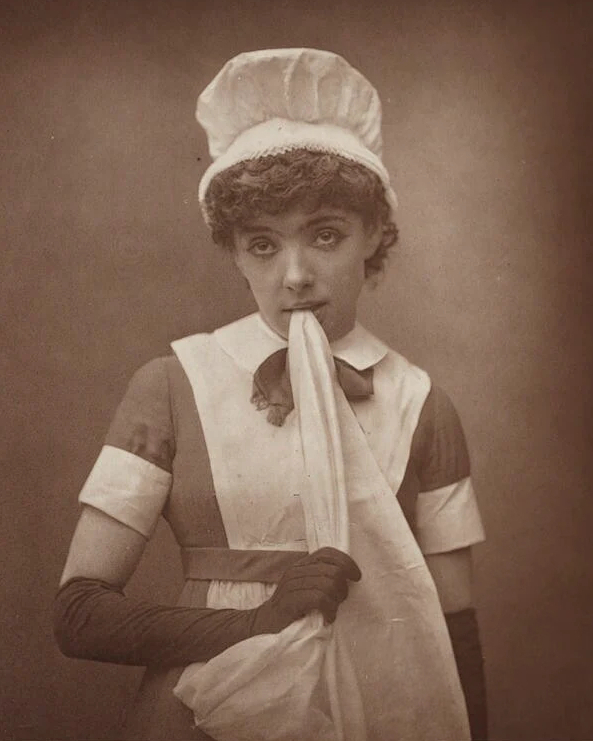
Bond som Constance trånar efter Dr Daly, 1884

Operetten omarbetades radikalt för 1884 års nypremiär. En ouvertyr arrangerades av Sullivans assistent Hamilton Clarke vilken ersatte Sullivans "graceful dance" från hans teatermusik till Henrik VIII. Tiden mellan akterna ändrades till en halvtimme i stället för tolv timmar och hela akt II skrevs om. Akten började ursprungligen med körnumret "Happy are we in our loving frivolity", ett festtåg av missanpassade par. Revideringen ändrade tiden till natt med en mystisk trio mellan Alexis, Aline och John Wellington Wells att sjunga bland de sovande byborna. Sedan väcktes de av en rustik kör med West Country dialekt och förenade sig med de udda paren.
Dessa ändringar var dock inte utförda med noggrannhet. I finalen till akt I sägs det alltjämt "Their hearts will melt in half-an-hour / Then will be felt the potion's power." På liknande sätt dricker Aline drycken i akt II och svimmar av, men vaknar uppenbart direkt och förälskar sig i Dr Daly, i stället för att sova i tolv timmar som de andra.

## Inspelningar
The Sorcerer har inte spelats in lika ofta som andra Gilbert och Sullivan-verk, och inspelningarna har inte mottagits särskilt väl. Inspelningen 1966 med D'Oyly Carte Opera Company anses som det nästa försöket.
Brent Walkers video från 1982 anses som en av de bästa i serien och rekommenderas. Mer professionella uppsättningar har spelats in på video av International Gilbert and Sullivan Festival.
Inspelningar i urval
- 1933 D'Oyly Carte, utdrag endast – Dirigent: Isidore Godfrey[117]
- 1953 D'Oyly Carte – New Symphony Orchestra of London; Conductor: Isidore Godfrey[118]
- 1966 D'Oyly Carte – Royal Philharmonic Orchestra; Dirigent: Isidore Godfrey[119]
- 1982 Brent Walker Productions – Ambrosian Opera Chorus, London Symphony Orchestra; Dirigent: Alexander Faris; Regissör: Stephen Pimlott (video)[120]